# Брестач
Брестач је насељено место у општини Пећинци, у сремском округу у Војводини, Србија. Према попису из 2022. било је 869 становника.
Према предању, Брестач је добио назив по три велика бреста, која су се видела са велике удаљености и служили су као оријентир.

## Историја
У центру Брестача се налази црква посвећена Св. Архангелу Гаврилу. Подигнута је 1792, након што је порушена претходна, дрвена, саграђена 1750. године. Место је имало цркву још за време Бранковића, почетком 16. века. Након турске окупације, црква је регистрована у фискалном попису из 1566. Садашњи иконостас дело је дрворезбара Павла Бошњаковића из 1822. године. Иконе су радили сликар Константин Лекић и златар Димитрије Давидовић, 1834. године. Месни парох поп Петар Стефановић био је 1836. године пренумерант једне књиге.
Стојан Аралица, који је у Брестачу учитељевао од 1904-1909, осликао је патрона цркве, св. Архангела Гаврила, изнад улазних врата цркве са јужне стране. Осим ове цркве, село је имало и капелу посвећену св. Петки. Капела је задужбина мештана Павла Радивојевића. Саграђена је половином 19. века, а порушена 1948, кад су нове власти одлучиле да на њеном месту подигну тзв. Дом културе. (О цркви и капели, допунио Предраг Пузић).
Тренутна основна школа у Пећинцима је премештена баш из овог села. У центру села се налази споменик палим борцима у Другом светском рату, а такође се ту налази и бездан из ког је некад текла природно чиста изворска вода, али је извор пресушио.
Претплатник мађарско-српске граматике био је 1833. године брестачки учитељ Василије Игњатијевић. Иларион Зорић се 1836. године јавља као арендатор у месту.

## Демографија
У насељу Брестач живи 821 пунолетни становник, а просечна старост становништва износи 38,6 година (36,8 код мушкараца и 40,4 код жена). У насељу има 308 домаћинстава, а просечан број чланова по домаћинству је 3,46.
Ово насеље је великим делом насељено Србима (према попису из 2002. године).
|  |

| Демографија | Демографија | Демографија |
| Година      | Становника  | Становника  |
| ----------- | ----------- | ----------- |
| 1948.       | 1.200       |             |
| 1953.       | 1.141       |             |
| 1961.       | 1.109       |             |
| 1971.       | 1.122       |             |
| 1981.       | 1.031       |             |
| 1991.       | 1.031       | 1.031       |
| 2002.       | 1.066       | 1.083       |

| Етнички састав према попису из 2002.‍ | Етнички састав према попису из 2002.‍ | Етнички састав према попису из 2002.‍ | Етнички састав према попису из 2002.‍ | Етнички састав према попису из 2002.‍ |
| ------------------------------------ | ------------------------------------ | ------------------------------------ | ------------------------------------ | ------------------------------------ |
|                                      |                                      |                                      |                                      |                                      |
| Срби                                 | Срби                                 |                                      | 1.014                                | 95,12%                               |
| Роми                                 | Роми                                 |                                      | 23                                   | 2,15%                                |
| Хрвати                               | Хрвати                               |                                      | 11                                   | 1,03%                                |
| Македонци                            | Македонци                            |                                      | 4                                    | 0,37%                                |
| Црногорци                            | Црногорци                            |                                      | 1                                    | 0,09%                                |
| Словаци                              | Словаци                              |                                      | 1                                    | 0,09%                                |
| Муслимани                            | Муслимани                            |                                      | 1                                    | 0,09%                                |
| Југословени                          | Југословени                          |                                      | 1                                    | 0,09%                                |
| непознато                            | непознато                            |                                      | 2                                    | 0,18%                                |

| Година пописа     | 1948. | 1953. | 1961. | 1971. | 1981. | 1991. | 2002. |
| ----------------- | ----- | ----- | ----- | ----- | ----- | ----- | ----- |
| Број домаћинстава | 273   | 275   | 288   | 327   | 308   | 302   | 308   |

| Број чланова      | 1  | 2  | 3  | 4  | 5  | 6  | 7 | 8 | 9 | 10 и више | Просек |
| ----------------- | -- | -- | -- | -- | -- | -- | - | - | - | --------- | ------ |
| Број домаћинстава | 47 | 64 | 49 | 58 | 48 | 28 | 9 | 4 | 1 | 0         | 3,46   |

| Пол    | Укупно | Неожењен/Неудата | Ожењен/Удата | Удовац/Удовица | Разведен/Разведена | Непознато |
| ------ | ------ | ---------------- | ------------ | -------------- | ------------------ | --------- |
| Мушки  | 439    | 127              | 278          | 20             | 14                 | 0         |
| Женски | 438    | 75               | 279          | 70             | 14                 | 0         |
| УКУПНО | 877    | 202              | 557          | 90             | 28                 | 0         |

| Пол    | Укупно                    | Пољопривреда, лов и шумарство | Рибарство                            | Вађење руде и камена | Прерађивачка индустрија       |
| ------ | ------------------------- | ----------------------------- | ------------------------------------ | -------------------- | ----------------------------- |
| Мушки  | 319                       | 223                           | 0                                    | 0                    | 39                            |
| Женски | 197                       | 162                           | 0                                    | 0                    | 8                             |
| УКУПНО | 516                       | 385                           | 0                                    | 0                    | 47                            |
| Пол    | Производња и снабдевање   | Грађевинарство                | Трговина                             | Хотели и ресторани   | Саобраћај, складиштење и везе |
| Мушки  | 0                         | 24                            | 7                                    | 3                    | 8                             |
| Женски | 0                         | 0                             | 11                                   | 0                    | 3                             |
| УКУПНО | 0                         | 24                            | 18                                   | 3                    | 11                            |
| Пол    | Финансијско посредовање   | Некретнине                    | Државна управа и одбрана             | Образовање           | Здравствени и социјални рад   |
| Мушки  | 0                         | 2                             | 5                                    | 2                    | 1                             |
| Женски | 2                         | 0                             | 3                                    | 3                    | 4                             |
| УКУПНО | 2                         | 2                             | 8                                    | 5                    | 5                             |
| Пол    | Остале услужне активности | Приватна домаћинства          | Екстериторијалне организације и тела | Непознато            | Непознато                     |
| Мушки  | 3                         | 0                             | 0                                    | 2                    | 2                             |
| Женски | 1                         | 0                             | 0                                    | 0                    | 0                             |
| УКУПНО | 4                         | 0                             | 0                                    | 2                    | 2                             |